# Set It Off (Band)
Set It Off ist eine 2008 gegründete Pop-Punk-/Alternative-Rock-Band aus Tampa, Florida. Die Gruppe steht seit 2011 bei Equal Vision Records unter Vertrag und veröffentlichte die drei Alben Cinematics aus dem Jahr 2012, Duality im Jahr 2014 und "Upside Down" im Jahr 2016 über das Label. Außerdem erschien über die Plattenfirma die EP Horrible Kids im Jahr 2011.

## Geschichte

### Vorgeschichte
Cody Carson und Dan Clermont besuchten dieselbe High School und spielten dort zusammen in der schulischen Marching Band. Auch spielte Carson zusammen mit Austin Kerr und Zach DeWall in einer lokalen Band. Die Band löste sich auf, nachdem sich Carson an der Oberlin Conservatory of Music einschrieb, um klassische Klarinette zu studieren. Durch den Kontakt zu Alex Gaskarth von All Time Low wuchs der Drang, eine Rockband gründen zu wollen. Kurz nachdem das Studium fehlgeschlagen war, zog er mit seinem angesparten Geld zurück nach Tampa, Florida.

### Gründung und erste Veröffentlichungen
Nachdem Carson aus Ohio zurückgekehrt war, gründete er zusammen mit seinen High-School-Freunden Austin Kerr und Zach DeWall die Band Set It Off!. Auch Dan Clermont, der mit Carson seit der High School befreundet war, stieß dazu. Carson übernahm den Posten des Frontsängers, DeWall zunächst Leadgitarrist, Clermont übernahm die Rhythmusgitarre und Kerr wurde Bassist der Band. In James Arran fanden die Musiker ihren ersten Schlagzeuger. Allerdings verließ dieser die Band, da er aufgrund von finanziellen Schwierigkeiten nicht in Lage war, längerfristig in der Band mitwirken zu können. Nachfolger wurde Blake Howell, welcher allerdings aufgrund von familiären Problemen ebenfalls nicht lange bei Set It Off! aktiv war. Howell wurde schließlich durch Benji Panico am Schlagzeug ersetzt.
Noch im Oktober des Gründungsjahres erfolgte die Veröffentlichung der ersten EP namens Baby, You Don’t Tripajaharda, welche die Gruppe aus eigener Tasche finanzierte. Es folgte die Herausgabe der zweiten EP, Calm Before the Storm, welche im Mai des Jahres 2009 ebenfalls in Eigenregie entstand. Benji Panico verließ die Gruppe im Jahr 2010. In Maxx Danziger wurde ein permanenter Ersatz gefunden.

### Unterschrift bei Equal Vision Records,Horrible KidsundCinematics
Am 19. Juli 2011 wurde die Band von der US-amerikanischen Plattenfirma Equal Vision Records unter Vertrag genommen mit der Ankündigung, dass über das Label mit Horrible Kids die dritte EP der Gruppe, die bereits im Juni erschien, am 30. August 2011 erneut veröffentlicht werden würde.
Im Juli des Jahres 2012 wurde mit Cinematics das Debütalbum angekündigt. Für die Veröffentlichung begann die Band eine Partnerschaft mit VH1 Save the Music Foundation. Es wurde eine gemeinsame Kampagne gestartet, in der 1 US-Dollar pro verkauften Tonträger während der Vorbestellungsphase bis zum 23. September 2012 an VH1 gespendet wurde, um Musikprogramme an Schulen zu unterstützen. Die Band selbst steuerte am Ende selbst einen Betrag zu der Kampagne bei, wodurch das Ziel 5000 US-Dollar zu spenden realisiert werden konnte. Das Label Equal Vision Records sagte zu, den Betrag zu verdoppeln, sollte Cinematics Platz 1 der US-Heatseekers-Charts von Billboard erreichen. Dies wurde, obwohl das Album sogar auf Platz 174 in den offiziellen Albumcharts der Vereinigten Staaten einsteigen konnte, nicht erreicht. Am 25. Juni 2013 wurde Cinematics mit zusätzlichem Material neu aufgelegt.
Vom 4. bis 11. September 2012 spielte die Gruppe zusammen mit Sparks the Rescue eine Tournee durch Kanada, die sechs Auftritte umfasste. Drei Tage später war die Gruppe mit There for Tomorrow auf Tournee. Zwischen dem 4. und 21. Dezember des gleichen Jahres war Set It Off! Teil der Abschiedstournee von Every Avenue. Mit Yellowcard und Like Torches tourte Set It Off! im März und Februar des Jahres 2013 erstmals durch mehrere Staaten Europas. Den Sommer des Jahres 2013 verbrachte die Gruppe auf einem Großteil der Konzerte der Warped Tour. Im Oktober 2013 war die Gruppe im Vorprogramm von Tonight Alive im Vereinigten Königreich zu sehen. Außerdem veröffentlichte Fearless Records im Oktober die Kompilation Punk Goes Christmas, welche mit This Christmas (I´ll Burn It to the Ground) einen original Set-It-Off!-Song enthält.

### Duality
Am 2. Januar 2014 gab das Label Equal Vision Records bekannt, dass die Musiker mit Produzent John Feldmann bereits an ihrem zweiten Album arbeiten. Die Gruppe arbeitete in Los Angeles, Kalifornien mit mehreren Produzenten zusammen, darunter Brandon Paddock, Tommy English und Matt Appleton, nachdem die Musiker die Arbeit mit Feldmann aufgrund von unüberwindbarer Differenzen vorzeitig abgebrochen hatten. Das Album, das den Namen Duality trägt, erschien am 14. Oktober 2014 und stieg auf Platz 86 in den US-amerikanischen Albumcharts ein. Ebenfalls erschien im Jahr 2014 die Kompilation Punk Goes Pop Vol. 6, für die Set It Off! eine Coverversion von Ariana Grandes Hitsingle Problem beisteuerte. Am 23. Juni 2015 wurde mit Duality: Stories Unplugged, eine Unplugged-EP veröffentlicht. Noch im Jahr 2015 verließ Gründungsmitglied und Bassist Austin Kerr die Band, wodurch Rhythmusgitarrist Zach DeWall zusätzlich den Posten des Bassisten übernahm.
Set It Off! war neben den State Champs Teil der Reunion-Tour der Rockband We Are the In Crowd, welche im Frühjahr 2014 stattfand. Später war die Gruppe Co-Headliner der Come Alive Tour mit Our Last Night und spielte im Oktober und November 2014 im Vorprogramm von Black Veil Brides und Falling in Reverse im Rahmen der Black Mass Tour. Im Februar des Jahres 2015 war die Gruppe Hauptact der Glamour Kills Spring Break Tour, die durch die Vereinigten Staaten führte und von Against the Current und As It Is begleitet wurde. Zuvor spielte die Gruppe mit Crown the Empire im Rahmen der Rise of the Runaways Tour. Im Mai des Jahres 2015 spielte die Gruppe ihre erste Headliner-Europatour, kurz darauf spielte die Gruppe erstmals vier Konzerte in Japan. Im Sommer spielte die Band die komplette Warped Tour. Zwischen dem 1. und 28. März 2016 spielte die Gruppe erneut mit Tonight Alive, dieses Mal im Rahmen der Fight for Something Tour, welche außerdem von The Ready Set und dem Singer-Songwriter SayWeCanFly begleitet wurde. Außerdem wurde die Band erneut für die Warped Tour angekündigt.

## Stil
Zu Beginn der Bandkarriere spielte Set It Off! eine Version des Synthie-Pop mit Einflüssen aus dem Pop-Punk. Heute beschreibt die Gruppe ihre Musik als „orchestralen Pop-Punk“, wobei ein Großteil der orchestralen Klänge bei musikalischen Aufnahmen nach wie vor von Synthesizern anstatt von klassischen Instrumenten erzeugt wird. Das britische Kerrang!-Magazin beschrieb die Musik von Set It Off! schlichtweg als Pop-Rock.
Zu den musikalischen Einflüssen der Gruppe zählen Künstler wie A Day to Remember, All Time Low, My Chemical Romance, Four Year Strong, Fall Out Boy, New Found Glory, Forever the Sickest Kids, Relient K, *NSYNC, We the Kings und Destiny’s Child.

## Diskografie
Alben
- 2012: Cinematics (Equal Vision Records, 2013 mit Zusatzmaterial neu aufgelegt)
- 2014: Duality (Equal Vision Records)
- 2016: Upside Down (Equal Vision Records)
- 2019: Midnight (Fearless Records)
- 2022: Elsewhere (Fearless Records)

EPs
- 2008: Baby, You Don’t Tripajaharda (Selbstverlag)
- 2009: Calm Before the Storm (Selbstverlag)
- 2011: Horrible Kids (Selbstverlag, im selben Jahr über Equal Vision Records neu aufgelegt)
- 2015: Duality: Stories Unplugged (Equal Vision Records)

Singles
- 2009: Pages & Paragraphs
- 2010: Hush Hush
- 2010: Together Forever
- 2010: @Reply
- 2011: Breathe In, Breathe Out
- 2011: Horrible Kids
- 2012: Swan Song
- 2013: Partners in Crime (feat. Ash Costello; US: Gold)[25]
- 2014: Forever Stuck in Our Youth
- 2014: Why Worry (US: Gold)
- 2014: Ancient History
- 2014: Duality
- 2015: Wild Wild World
- 2016: Something New
- 2016: Uncontainable
- 2016: Life Afraid
- 2016: Hypnotized
- 2018: Killer in the Mirror
- 2018: Lonely Dance
- 2018: Dancing with the Devil
- 2018: For You Forever
- 2019: Midnight Thoughts
- 2019: Wolf in Sheep’s Clothing (Acoustic) (UK: Silber, US: Platin)
- 2020: After Midnight
- 2021: Skeleton
- 2022: Projector
- 2022: Who’s in Control
- 2022: Barbie & Ken (feat. Scene Queen)
- 2022: Why Do I (mit Hatsune Miku)

Beiträge für Kompilationen
- 2013: This Christmas (I’ll Burn It to the Ground) (auf Punk Goes Christmas, Fearless Records)
- 2014: Problem (Coverversion) (auf Punk Goes Pop 6, Fearless Records)

## Auszeichnungen und Nominierungen
- Alternative Press Music Awards[26]
  - 2015 Song des Jahres für Why Worry (nominiert)
  - 2015: Bestes Musikvideo für Why Worry (nominiert)
  - 2016: Bester Newcomer (nominiert)
  - 2016: Bester Schlagzeuger für Maxx Danziger (nominiert)